# Cartura
Cartura là một đô thị thuộc tỉnh Padova vùng Veneto, tọa lạc khoảng 40 km về phía tây nam của Venezia và cách khoảng 15 km về phía nam của Padova. Tại thời điểm ngày 31 tháng 12 năm 2004, đô thị này có dân số 4.268 người và diện tích 16,2 km².
Đô thị Cartura bao gồm các frazioni (các đơn vị cấp dưới, chủ yếu là làng) Cagnola and Gorgo.
Cartura giáp các đô thị: Bovolenta, Casalserugo, Conselve, Due Carrare, Maserà di Padova, Pernumia, San Pietro Viminario, Terrassa Padovana.